# 1992年バルセロナオリンピックのバハマ選手団
1992年バルセロナオリンピックのバハマ選手団（1992ねんバルセロナオリンピックのバハマせんしゅだん）は、1992年7月25日から8月9日にかけてスペインのカタルーニャ州バルセロナで開催された1992年バルセロナオリンピックのバハマ選手団、およびその競技結果。

## 概要
今大会は銅メダル1個、合計1個のメダルを獲得した。バハマ勢がメダルを獲得したのは1964年東京オリンピック以来7大会ぶり。

## メダル
| メダル | 選手名                 | 競技 | 種目       |
| ------ | ---------------------- | ---- | ---------- |
| 銅     | フランク・ラザフォード | 陸上 | 男子三段跳 |